# Belleair Bluffs
Belleair Bluffs és una població dels Estats Units a l'estat de Florida. Segons el cens del 2000 tenia 2.243 habitants.

## Demografia
Segons el cens del 2000, Belleair Bluffs tenia 2.243 habitants, 1.327 habitatges, i 609 famílies. La densitat de població era de 1.882,7 habitants per km².
Dels 1.327 habitatges en un 9,9% hi vivien nens de menys de 18 anys, en un 37,9% hi vivien parelles casades, en un 6% dones solteres, i en un 54,1% no eren unitats familiars. En el 48,5% dels habitatges hi vivien persones soles el 29,3% de les quals corresponia a persones de 65 anys o més que vivien soles. El nombre mitjà de persones vivint en cada habitatge era d'1,69 i el nombre mitjà de persones que vivien en cada família era de 2,34.
Per edats la població es repartia de la següent manera: un 8,8% tenia menys de 18 anys, un 3,5% entre 18 i 24, un 18,2% entre 25 i 44, un 25,4% de 45 a 60 i un 44,1% 65 anys o més.
L'edat mediana era de 60 anys. Per cada 100 dones de 18 o més anys hi havia 74,4 homes.
La renda mediana per habitatge era de 32.528 $ i la renda mediana per família de 48.421 $. Els homes tenien una renda mediana de 40.987 $ mentre que les dones 25.658 $. La renda per capita de la població era de 31.329 $. Entorn de l'1,2% de les famílies i el 6,1% de la població estaven per davall del llindar de pobresa.

## Poblacions més properes
El següent diagrama mostra les poblacions més properes.